# Francis Espinoza
Francis Espinoza Figueroa, (Santiago, Chile) PhD en Ciencias Políticas y Relaciones Internacionales. Académica e Investigadora de la Escuela de Periodismo de la Universidad Católica del Norte. Es la primera chilena en ser reconocida por la beca de estadía Tuning Visiting Researchers en la Universidad de Deusto, España. 

## Biografía
Directora de la Escuela de Periodismo de la Universidad Católica del Norte (2014-2018), reconocida voz en el análisis y opinión de temas políticos para la Región de Antofagasta, participando con frecuencia en programas de radio y televisión. 
Actualmente es Profesora de Periodismo, además de Jefa de Informaciones de la Revista de Comunicaciones, Periodismo y Ciencias Sociales Tercer Milenio de la Escuela de Periodismo de la Universidad Católica del Norte y socia activa de la Asociación Chilena de Investigadores en Comunicación (INCOM), participando en debates y temas de interés, en alianzas con instituciones y pares a nivel nacional e internacional. 
Ha contribuido al compromiso público para aumentar la igualdad de género, en la academia y la política, a través de charlas y columnas de opinión en prensa.
Sus líneas de investigación en Educación Superior y Relaciones Internacionales las viene desarrollando desde sus estudios de Doctorado en Birmingham (Inglaterra), donde analizó el impacto del Modelo Bolonia (y el Proyecto Tuning) en la Educación Superior en Chile y en México (2005-2011). En este sentido, la académica es un buen referente latinoamericano en el análisis de actores y políticas de desarrollo internacional en educación.
Es la primera investigadora chilena en ser reconocida por Tuning Visiting Researchers, para una beca de estadía de investigación en la Universidad de Deusto, Bilbao-España, donde llevará a cabo la parte final del trabajo de campo de su investigación “Educación Superior (ES) en Chile como Estrategia de Cooperación Internacional: análisis de los modelos Americano, Europeo y Asiático”.
A inicios de 2019, obtiene el reconocimiento con la iniciativa “Hacia un periodismo crítico: la teoría impactando las buenas prácticas periodísticas”, en el marco del Concurso Incentivo a la Docencia 2018 que promueve la Dirección de Pregrado (DGPRE) de la Universidad Católica del Norte.
En 2022, se convierte en la única académica chilena ganadora de la Beca Fulbright SUSI Scholars 2022.

## Educación
Comenzó sus estudios universitarios en la Universidad Católica del Norte, titulándose de Periodista, Licenciada en Ciencias de la Comunicación. Luego, realizó un Máster en Comunicación en Industrias Audiovisuales. Y entre (2005 – 2011) reside en Inglaterra, donde obtiene el grado de Doctora of Philosophy (Ph.D.) Political Science and International Studies en la University of Birmingham.  

## Publicaciones
- European Influences in Chilean and Mexican Higher Education: The Bologna Process and the Tuning Project (2008)
- The Bologna Process as a hegemonic tool of Normative Power Europe (NPE): the case of Chilean and Mexican higher education[9] (2010)
- The return of “res publica” and “cosmopolis” in higher education (HE) (2013)
- The EU exerting an ideational power beyond its frontiers? Latin American universities and european model as a good example of the transmission of europe of knowledge: The case of Chile and Mexico (2013)
- Educación Superior (ES) en Chile como Estrategia de Cooperación Internacional: análisis de los modelos Americano, Europeo y Asiático” (2018)